# Lago Kloster
El lago Kloster (en alemán: Klostersee) es un lago situado al oeste de la ciudad de Berlín, en el distrito rural de Potsdam-Mittelmark, en el estado de Brandeburgo (Alemania), a una elevación de 29 metros; tiene un área de 38 hectáreas.
A sus alrededores se encuentra la importante abadía Lehnin, construida durante la Reforma protestante en 1542.